# タイナラ・サントス
タイナラ・サントス（Tainara Santos、2000年3月9日 - ）は、ブラジルの女子バレーボール選手。ブラジル代表。

## 来歴

### クラブチーム
ジャンヂーラ出身。2015年、ADC Bradescoへ入団しバレーボール選手としてのキャリアをスタートさせる。その後、Barueri VCのユースチームを経て、2020年にOsasco Voleibol Clubeへ移籍。2020/21シーズンのブラジル・スーパーリーガで3位、Paulista選手権で優勝を果たした。2021年、プライア・クルーベに移籍。2021/22シーズンのブラジル・スーパーリーガで準優勝、ブラジルスーパーカップで優勝を果たした。
2024年シーズンは中国リーグの上海でプレーする。

### 代表チーム
2017年、アンダーカテゴリーの代表としてU-20世界選手権に出場し5位となった。2018年、ジュニアの南米選手権で金メダルを獲得し、自身もベストアウトサイドヒッター賞を受賞した。2019年、シニアのブラジル代表に初選出され。同年、U-20世界選手権に出場し6位となった。2022年、シニア代表に復帰し、世界選手権に出場。1次ラウンドの中国戦では22得点をあげる活躍をみせ、同大会ではレギュラーとしてチームを牽引し銀メダルを獲得した。

## 球歴
- オリンピック - 2024年
- 世界選手権 - 2022年
- ネーションズリーグ - 2022年

## 受賞歴
- 2016年　U-18南米選手権　MVP
- 2018年　U-20南米選手権　ベストアウトサイドヒッター賞

## 所属クラブ
- ADC Bradesco（2015-2016年）
- Barueri VC U19（2016-2017年）
- Barueri Volleyball Club（2017-2019年）
- Barueri VC U21（2019-2020年）
- オザスコ・バレーボールクラブ（2020-2021年）
- プライア・クルーベ（2021-2024年）
- 上海女排（2024-）